# Lutom (województwo wielkopolskie)

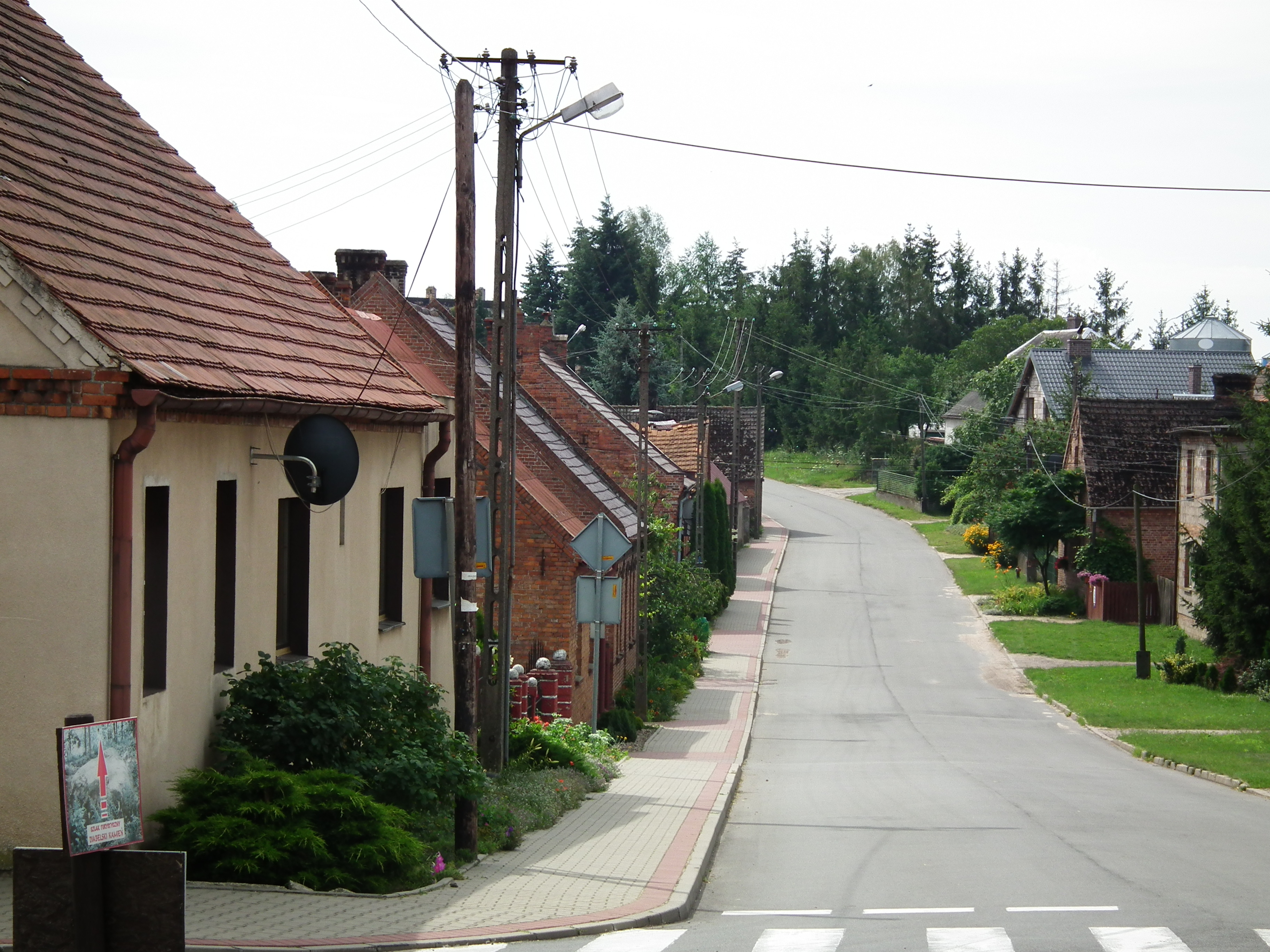
Główna ulica wsi

Lutom (niem. Groß Luttom) – wieś sołecka w Polsce położona w województwie wielkopolskim, w powiecie międzychodzkim, w gminie Sieraków. Wieś zlokalizowana jest 5 km od gminnego Sierakowa, na wschodnim brzegu największego i najdłuższego jeziora gminy - Jeziorem Lutomskiego.

## Podział administracyjny
W latach 1975–1998 miejscowość administracyjnie należała do województwa poznańskiego. Największe pod względem ludności sołectwo gminy. W 2015 we wsi powstało Centrum Kultury, Sportu i Turystyki.

## Historia wsi
Nazwa wsi pochodzi od Lutoma lub Lutomira - staropolskiego imienia. Miejscowość pierwotnie związana była z Wielkopolską. Ma metrykę średniowieczną i istnieje co najmniej od XIII wieku. Wymieniona po raz pierwszy w dokumencie zapisanym po łacinie w 1262 jako „Lutome", w 1411 „Luthonie", 1418 „Lutom, Maior Lutomye", 1424 „Luthom", 1428 „Luthomie Maior, Lutomye", 1435 „Luthomye, Lutome Maior, Luthome Maior", 1445 „Luthomie", 1447 „Vtraque Luthomye", 1472 „Maior Luthomye, Magna Luthomye", 1475 „Lywthomye", 1496 „Luthomye Maius", 1525 „Maior Luthom", 1550 „Liuthomye", 1563 „Liutomie", 1570 „Luthomie Wielgie", 1577 „Lutomie" .
Wieś Lutom wzmiankowana była po raz pierwszy w 1262 r., kiedy to książę Bolesław Pobożny wydał dokument poświadczający darowiznę komesa Przybysława z Lutomia na rzecz klasztoru cystersów w Obrze. Od XIV wieku wieś należała do rodu Nałęczów. Od XV w. władali tu Prawdzice, którzy następnie przyjęli rodowe miano Lutomskich .
Miejscowość wspominały historyczne dokumenty prawne, własnościowe i podatkowe. W 1386 dziedzice z Lutomia pozwani zostali przez Sędziwoja Psarskiego o to, że najechali gwałtem w 4 konie jego dobra i rabowali, przez co poniósł szkodę w wysokości 30 grzywien. W 1387 kolejny dokument sądowy odnotowuje spór o 15 grzywien Janka Lutomskiego z Lutomia z Piotrkiem Połajewskim. Zachowało się szereg średniowiecznych dokumentów sądowych ze sporami właścicielskimi dotyczącymi wsi. W 1404 wieś była siedzibą parafii. W 1475 miejscowość była wsią szlachecką i leżała w powiecie poznańskim Korony Królestwa Polskiego. W 1510 leżała w dekanacie Wronki .
W 1418 odnotowany został spór sądowy o granice dziedzin Przecława dziedzica lutomskiego z dziedzicami Sierakowa. W 1432 pełnomocnicy Bodzęty i Jana z Lutomia oraz Femy żony Wierzbięty z Sierakowa wyznaczają granice wokół wsi. W 1435 przegrywają oni proces o bezprawne wytyczenie granic z Agnieszką z Sierakowa oraz Janem i jego braćmi niedzielnymi z Sierakowa i mają usunąć pal oraz zapłacić karę. W 1499 odnotowano pobliskie jezioro oraz młyn wodny zwany Lutomskim Młynem. W 1563 miejscowość została odnotowana przy podziale lasów w Kaczlinie. Wspomniano wówczas również bory ciągnące się od Sierakowa do Lutomia oraz lutomski kopiec węgielny 
W 1580 miejscowość była wsią szlachecką położoną w powiecie poznańskim województwa poznańskiego w Rzeczypospolitej Obojga Narodów.
Po rozbiorach Polski miejscowość znalazła się w zaborze pruskim. W 2. poł. XVIII wieku wieś znajdowała się w posiadaniu Brühlów – fundatorów istniejącego do dziś kościoła.
W okresie Wielkiego Księstwa Poznańskiego (1815-1848) miejscowość należała do wsi większych w ówczesnym pruskim powiecie Międzyrzecz w rejencji poznańskiej. Lutom należał do okręgu sierakowskiego tego powiatu i stanowił część majątku Sieraków, którego właścicielem był wówczas rząd pruski w Berlinie. Według spisu urzędowego z 1837 roku wieś liczyła 263 mieszkańców, którzy zamieszkiwali 26 dymów (domostw).
W XIX wieku wieś przeszła w ręce niemieckiej rodziny Rodatz i znajdowała się w ich posiadaniu do 1945 roku. Zespół folwarczny w obecnym rozplanowaniu powstał na pocz. XX wieku. W 1926 roku właścicielem majątku o powierzchni 660 ha był Erich Rodatz. Do gospodarstwa należała cegielnia. Przy pracach polowych do napędu pługów stosowano lokomobile. Po 1945 roku folwark należał do różnych uspołecznionych użytkowników. Od ok. 1970 roku teren folwarku rozdzielono pomiędzy Państwowe Gospodarstwo Rybne Zakład w Lutomiu oraz Kombinat PGR Kwilcz Zakład w Mościejewie. 
Zapewne już w XIV wieku istniał we wsi kościół katolicki, który w 2. poł. XVI wieku przejściowo znajdował się w rękach innowierców.

## Zabytki
Późnobarokowy kościół parafialny pw. św. Andrzeja i Najświętszej Marii Panny Wspomożycielki - Drewniany kościół parafialny we wsi wzmiankowany był już w połowie XIV wieku. W 1753 r. żona Henryka Brühla – Franciszka Marianna z hr. Kolovrat-Krakovskych nakazała rozbiórkę chylącej się ku upadkowi świątyni. Obecny murowany kościół zbudowano w latach 1753-1762 z fundacji ówczesnej właścicielki wsi Anny Marii z Kolovrathów Brühlowej. Po pożarze w roku 1862 kościół odrestaurowano staraniem proboszcza Stanisława Gintrowskiego (zniesiono loże przy prezbiterium, nowy dach i hełm wieży). Odnowiony w 1956 roku, restaurowany w końcu lat 70. i w latach 1982-83. Styl późnobarokowy z wyposażeniem barokowym i późnoklasycystycznym. We wnętrzu obrazy św. Rocha z ok. 1860 r. (J.Kopczyńskiego) i Matki Bożej z Dzieciątkiem z XVIII w. Przy ołtarzu głównym baldachim wzorowany na barokowym baldachimie z katedry gnieźnieńskiej. W 2009 r. odkryto, że konstrukcja ta, uznawana dotąd za konfesję, jest w rzeczywistości jedynym zachowanym w Polsce Castrum Doloris (obozem męki) z przełomu XVII i XVIII wieku.
 Dwór-willa został zbudowany w 1905 roku dla ówczesnego właściciela wsi Emila Rodatza. Przetrwał do dziś w pierwotnej formie zewnętrznej, lecz ze znacznie przebudowanymi wnętrzami. Jest to piętrowy obiekt wzniesiony na planie prostokąta z wyodrębnionym gankiem znajdującej się po zachodniej stronie posiadłości. Nad głównym wejściem wzniesiony jest duży balkon, którego filarem jest para prostych kolumn. Nad balkonem został usytuowany trójkątny szczyt z małym owalnym oknem. Ciekawym wykończeniem elewacji dworu są maski z bogatą mimiką. Od wschodniej strony znajduje się taras z wyjściem na ogród. W okolicy dworu znajduje się park krajobrazowy oraz zespół folwarczny, w skład którego wchodziły hala maszyn parowych, cegielnia, kuźnia, stajnia, obora, chlewnia, wozownia oraz czworaki.
W ewidencji konserwatorskiej obiektów zabytkowych w Lutomiu ochroną objęto ponadto 4 budynki mieszkalne.

## Turystyka

### Szlaki piesze[10]
Pieszy szlak czarny PTTK: Tuchola skrzyż. → Lesionki → Diabelski Kamień → Lutom → Lutomek → Rezerwat Buki nad Jeziorem Lutomskim (9,3 km)
 Pieszy szlak zielony: Lutom → Kąpielka → Promenada nad jeziorem Lutomskim → Lesionki

### Szlaki rowerowe[11]
Sierakowska sieć tras rowerowych, żółta: z Tucholi przez Kaczlin, Lutom, Rezerwat Buki nad Jeziorem Lutomskim, Grobię do Góry (21,7 km)

### Szlaki kajakowe[12]
Szlak kajakowy Oszczenica: Jezioro Chrzypskie → Oszczenica → Jezioro Białeckie → Jezioro Lutomskie → Oszczenica → Warta → Sieraków (31,5 km)

### Agroturystyka
- Dom agroturystyczny Na Uboczu

## Przyroda

### Diabelski kamień
"Diabelski Kamień" jest położony 1 km na północ od wsi w lesie. Jest największym głazem narzutowym w Sierakowskim Parku Krajobrazowym, o obwodzie 11 m. Przy kamieniu wiata odpoczynkowa i okolicznościowa tablica przygotowana z okazji 750-lecia Lutomia.

### Jeziora

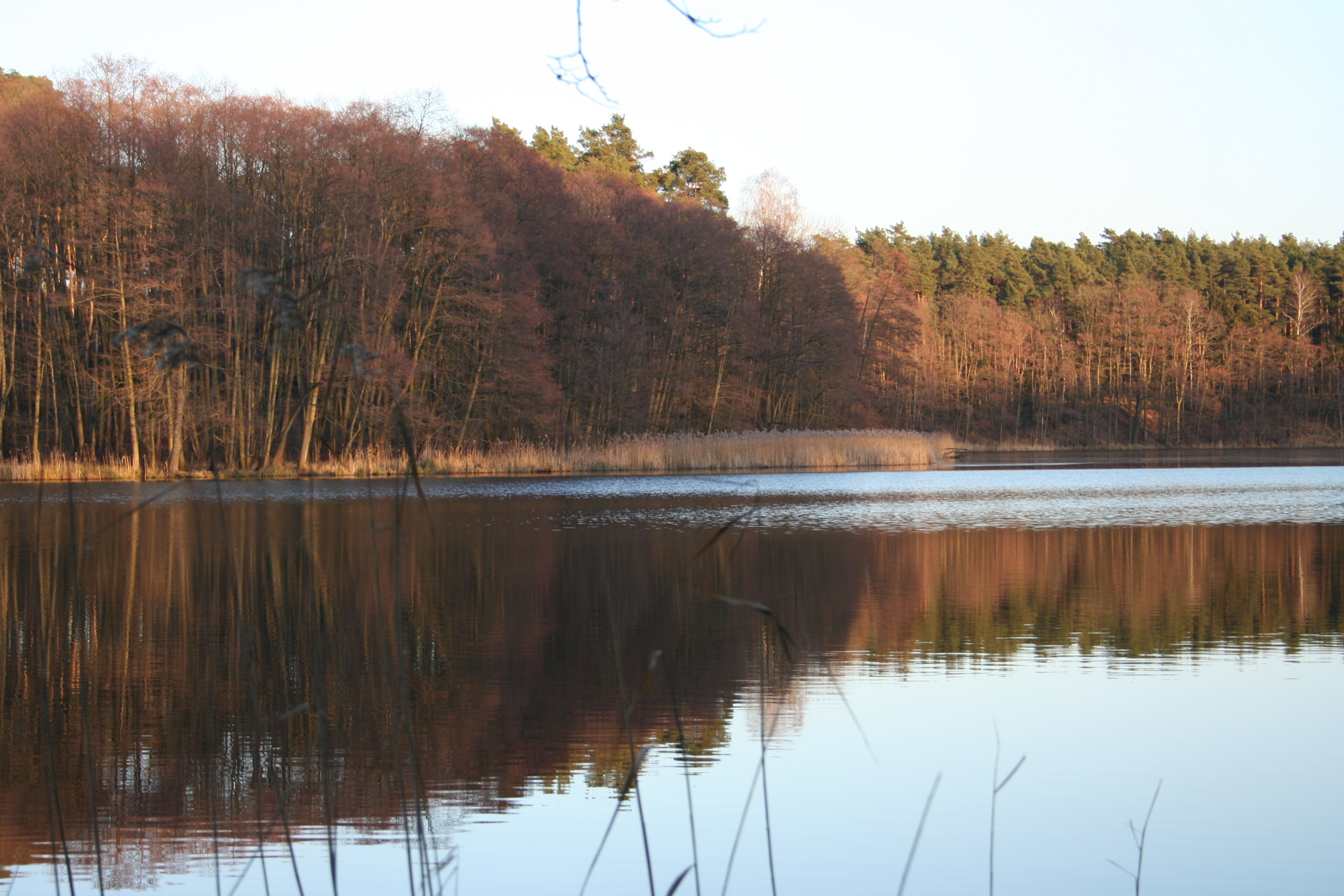
Jezioro Lutomskie

- Jezioro Lutomskie – najdłuższe jezioro rynnowe Pojezierza Sierkowsko-Międzychodzkiego, o szerokości zaledwie 300 m, ale długości 5,8 km. Po zachodniej stronie jeziora, we wsi Grobia został utworzony Rezerwat przyrody Buki nad jeziorem Lutomskim;
- Jezioro Bragant – 14,16 ha, na południe od centrum wsi;
- Jezioro Gołeczewskie (Gołęszewo) – 6,82 ha, na południe od centrum wsi;
- Jezioro Godziszewskie (czasem nazywane Lesioneckim lub Lesionki) – 18,88 ha, na pograniczu z częścią wsi Kaczlin - Lesionkami. Znajduje się tam pole biwakowe i dzika plaża.

## Komunikacja autobusowa
Przez Lutom prowadzą trasy kilku linii autobusowych PKS. We wsi znajdują się cztery przystanki autobusów PKS: Lutom, Lutom I nż, Lutom cmentarz nż i Lutom leśniczówka nż. Autobusy kursują jedynie w dni powszednie. Realizowane są dwa kursy do Poznania (przez Pniewy, przewoźnik PKS Poznań), jeden do Chrzypska Wielkiego (przewoźnik PKS Gorzów) oraz trzy do Sierakowa i Międzychodu (obsługa PKS Gorzów i PKS Poznań). Z Poznania do Lutomia realizowane są 2 kursy, w tym 1 bezpośredni po południu. Poranny kurs realizowany jest wspólnie, z przesiadką w Pniewach.

## Demografia
Według danych Urzędu Gminy w Sierakowie, 1 października 2010 r. Lutom liczył 522 osoby. Powierzchnia wsi wynosi 12,72 km², co daje średnią gęstość zaludnienia rzędu 40,8 os. na km² w 2010 r. Lutom jest zatem największą pod względem liczby mieszkańców wsią gminy. Zajmuje również trzecie miejsce pod względem powierzchni.
| rok     | 1970 | 1978 | 1998 | 1999 | 2008 | 2010 |
| ------- | ---- | ---- | ---- | ---- | ---- | ---- |
| ludność | 445  | 442  | 520  | 516  | 525  | 522  |

## Usługi

### Szkoła podstawowa
Szkoła Podstawowa im. Kornela Makuszyńskiego jest drugą w gminie Sieraków szkołą podstawową. Przy szkole działa także przedszkole. Uczęszczają do tych placówek dzieci z Lutomia, Kaczlina, Lutomka, Izdebna, Jabłonowa i Ryżyna (Gmina Chrzypsko Wielkie). Przedszkole przy szkole działa od 2000 r. i mieści się w zlikwidowanej Szkole Podstawowej w Kaczlinie. Przygotowuje dzieci przede wszystkim do gotowości szkolnej. Przedszkolaki przechodzą do SP w Lutomiu. Po skończeniu szkoły podstawowej uczniowie dojeżdżają do Gimnazjum w Sierakowie, które mieści się w Zespole Szkół.
Szkoła Podstawowa w Lutomiu powstała w 1899 r. Do roku 1919 w szkole realizowano program szkoły pruskiej, zajęcia odbywały się w języku niemieckim. Było to wynikiem przypadającego na ten okres nasilenia działań germanizacyjnych na terenach Wielkopolski. Polityka oświatowa władz pruskich skierowana była na dzieci i młodzież, jako na najbardziej podatne, jeszcze nie ukształtowane osobowości. W 1923 r. placówką kieruje dyrektor, który pełni nie tylko rolę nauczyciela, ale jest także organistą w tutejszym kościele parafialnym, inicjatorem utworzenia zespołu muzycznego składającego się z nauczycieli pracujących w okolicznych szkołach, oraz twórcą grupy teatralnej dającej przedstawienia dla mieszkańców wsi. Podczas wojny szkoła zostaje zamknięta, a budynek wykorzystany m.in. do potrzeb wojskowych jako miejsce kwaterunku armii niemieckiej. W 1945 r. ponownie "powitano szkołę polską". W latach 1967/68 następuje rozbudowa budynku szkolnego. Jak to zazwyczaj bywa w wiejskich społecznościach, pełniła ona i pełni nadal nie tylko ważną rolę oświatową, ale też kulturotwórczą. Odbywały się też na jej terenie powiatowe konferencje metodyczne. Zmiany organizacyjne spowodowane reformą oświaty w r.1975 sprowadziły szkołę w Lutomiu do roli punktu filialnego Zbiorczej Szkoły Gminnej w Sierakowie. W roku 1990 Szkoła Podstawowa w Lutomiu na wniosek rodziców i Rady Pedagogicznej, decyzją ówczesnego ministra oświaty, uzyskała status pełnej ośmioklasowej szkoły i tym samym stała się ponownie samodzielną placówką oświatową, aż do dziś.

### Parafia rzymskokatolicka
Parafia rzymskokatolicka pw. Św. Andrzeja Apostoła i Najświętszej Maryi Panny Wspomożenia Wiernych założona została w XIV wieku (po 1334 roku). Dziś należy do jednej z ośmiu parafii dekanatu wronieckiego leżącego w diecezji poznańskiej. 
- Liczba wiernych: 1435 osób[17] (wraz ze wsią Łężce[c]);
- Wsie należące do parafii[17]: Kaczlin, Lutom, Lutomek, część Ryżyna, przysiółek Sośnia.

### Sklepy
W Lutomiu znajduje się sklep spożywczy prowadzony przez GS Sieraków.

### Ochotnicza Straż Pożarna
W Lutomiu ma swoją siedzibę również Ochotnicza Straż Pożarna, założona w 1922 roku. W 1974 roku wybudowano nową remizę, otwartą uroczyście 21 sierpnia tego roku. W 2010 roku zakupiono dla OSP nowy samochód bojowy, który zastąpił dotychczasowego Żuka.